# Mbadakhoune
Mbadakhoune est une localité et une commune du Sénégal, anciennement communauté rurale (avant 2014), chef-lieu d'arrondissement du département de Guinguinéo.
Elle fait partie de l'arrondissement de Mbadakhoune, du département de Guinguinéo et de la région de Kaolack.

## Géographie
La localité de Mbadakhoune est située à l'ouest du pays au sud-ouest de Guinguinéo et au nord-est de Kaolack.

## Histoire
Mbadakhoune est une ancienne communauté rurale érigée en commune par la loi du 28 décembre 2013.

## Villages et hameaux
La commune compte 28 villages et 21 hameaux. Voici c'est la liste des villages.
1. Back
2. Bourndou
3. Daga Boky
4. Farabougou
5. Gnolaneme
6. Kebe Ouolof
7. Kebe Peulh
8. Kebe Serere
9. Keur Ousmane Demba
10. Kongholy
11. Maka Kahone
12. Mbaboumy Ardo
13. Mbaboumy Ngoumbe
14. Mbaboumy Ngueyenne
15. Mbadakhoune
16. Mbamboumy Palenne
17. Mbamboumy Peulh
18. Mbankou
19. Mbouleme
20. Mboulou
21. Ndour Ndour
22. Paffa 1
23. Palado
24. Paracelle
25. Peulga
26. Sawila Peulh
27. Sawilla Modou Bara
28. Seane

Et voici c'est la liste des hameaux :
1. Carriere
2. Darou Ndiaye
3. Diery
4. Djibayalla
5. Gnolaneme
6. Kaliere
7. Kawsara Fall
8. Keur Bana
9. Keur Belal
10. Keur Belal (Keur Ndiouga)
11. Keur Mbind Mody
12. Loucky
13. Maka Sud
14. Mballou
15. Paffa 2 (Boumack)
16. Papao
17. Randa
18. Sagne Faye
19. Sakha (Dundal)
20. Santhie
21. Sawilla Ndao